# Nicoby
Nicoby   (Rennes, 26 de març de 1976) és un dibuixant de còmic francès. També va publicar alguns àlbums amb el pseudònim de Korkydü. És un dels tres directors artístics del festival de còmic Le Quai des Bulles de Sant-Maloù.

## Trajectòria
Durant la dècada del 2010 va signar, en solitari, diverses novel·les gràfiques d'inspiració semiautobiogràfica.
Paral·lelament a aquests projectes personals, va col·laborar amb Joub i amb el guionista Daniel Fuchs a Mes années bêtes et méchantes (2010). Més endavant, amb el periodista Éric Aeschimann, va abordar un mite del còmic francobelga amb La Révolution Pilote 1968-1972, sobre l'època de René Goscinny (2015).
Va continuar en aquesta línia gràfica iniciant una col·laboració sostinguda amb el periodista belga Patrick Weber, i junts van produir una trilogia antològica l'acció de la qual té lloc a Bretanya: Ouessantines (2013), Belle-Île en père (2015) i el thriller Sang de Sein (2018). També ha il·lustrat El món de Sofia, la coneguda novel·la filosòfica de Jostein Gaarder.